# Nordgeorgsfehnkanal

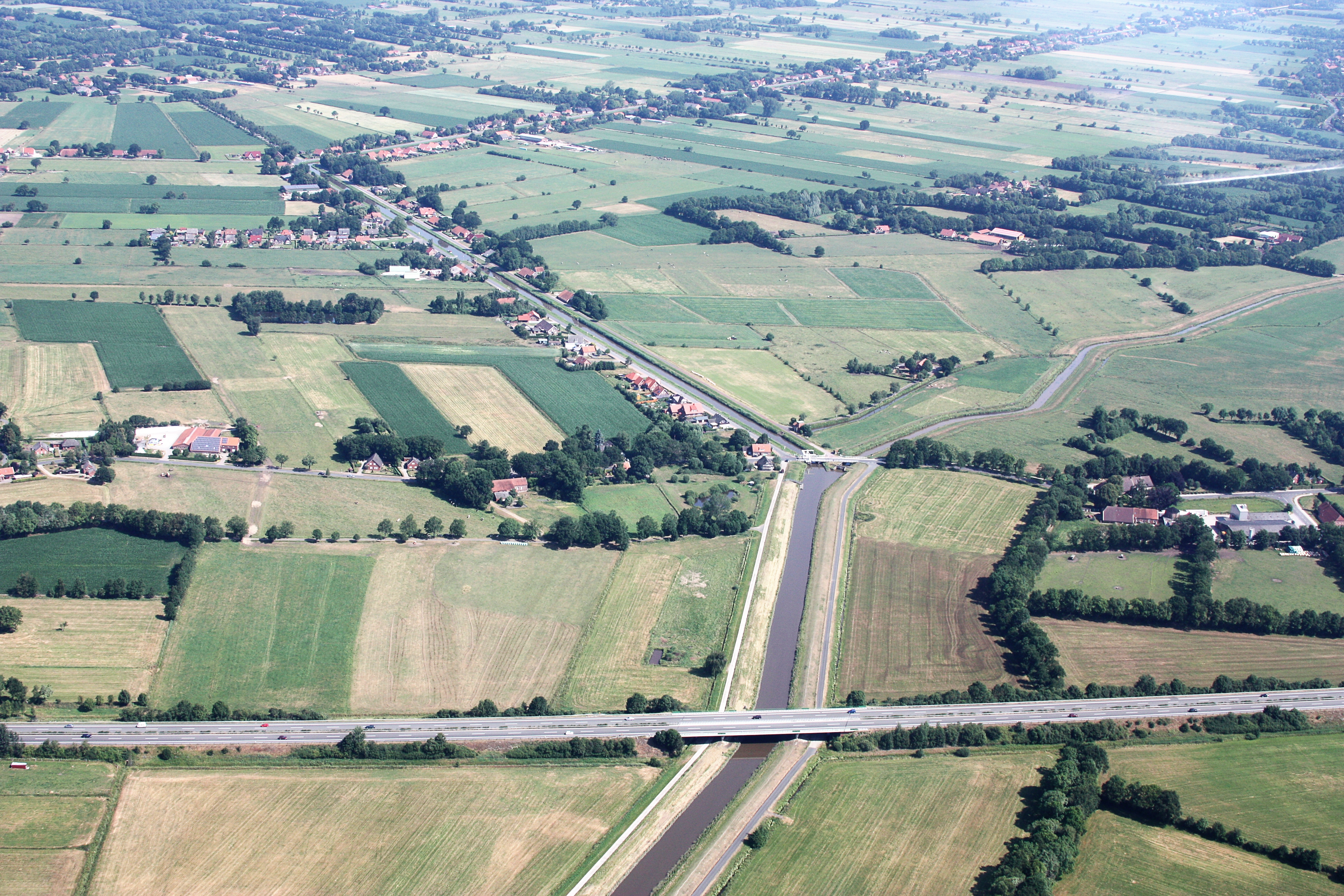
Nordgeorgsfehnkanal nördlich der A 28

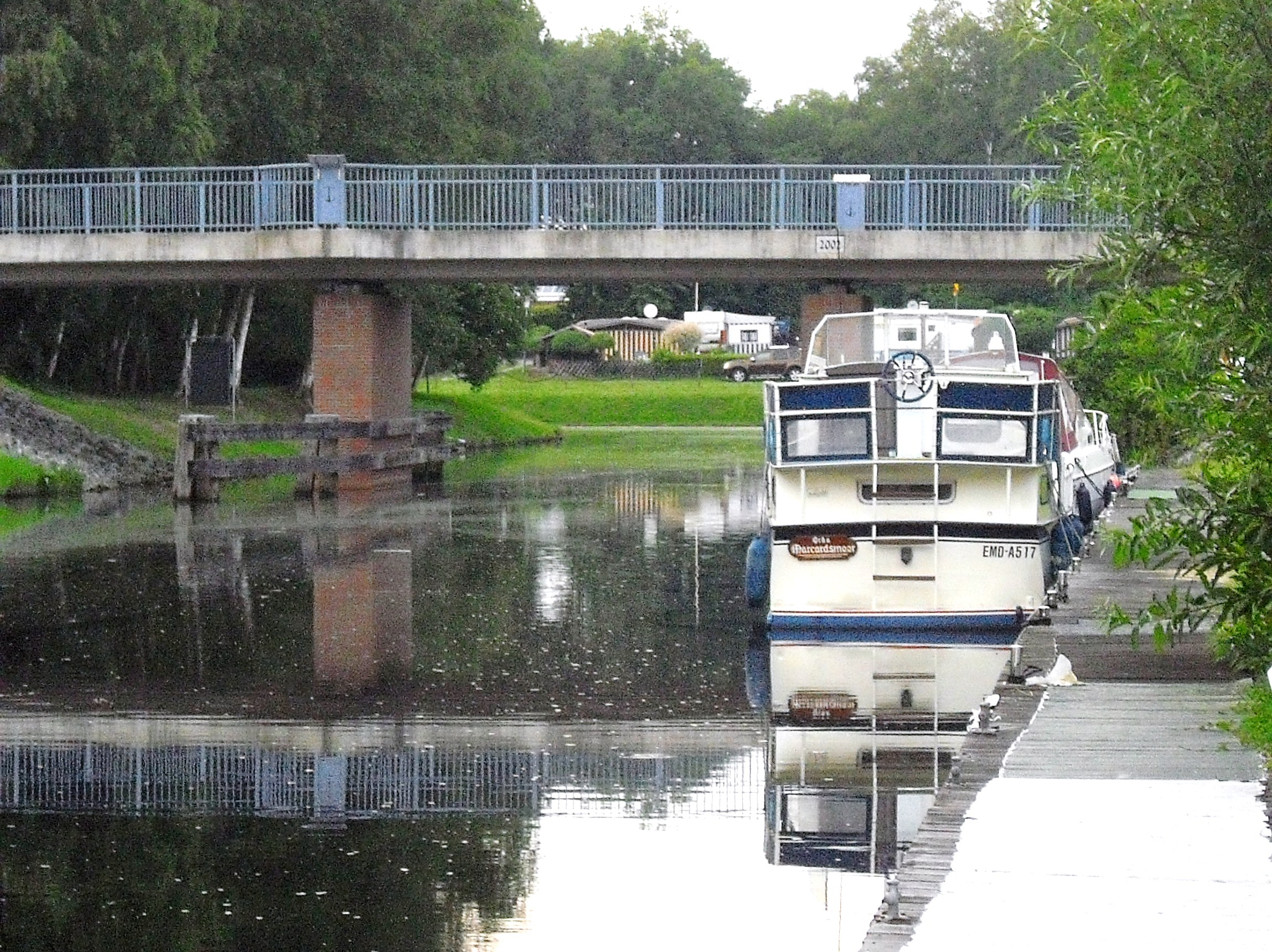
Nordgeorgsfehnkanal bei Marcardsmoor (Einmündung in den Ems-Jade-Kanal)

Der Nordgeorgsfehnkanal (NGFK) verbindet die Jümme mit dem Ems-Jade-Kanal. Er ist 31,8 km lang, 13 m breit und erlaubt einen Tiefgang von 1,4 m und eine Durchfahrtshöhe von 2,2 m. Er verfügt über acht Schleusen und  fünfzehn feste sowie zehn bewegliche Brücken.
Eigentümer ist das Bundesland Niedersachsen, betrieben wird der Kanal durch den NLWKN.

## Geschichte
Der südliche Abschnitt des Kanals wurde in den 1820er Jahren gebaut und erstreckte sich von der Jümme bei Stickhausen durch das Moorgebiet bis Nordgeorgsfehn. Dieser Abschnitt wurde bis 1829 fertiggestellt und „Stickhauser Kanal“ genannt.
Die weiteren, immer nur in kleinen Teilstücken geplanten Abschnitte, über Remels bis Neudorf in der Gemeinde Uplengen, und später (zwischen 1906 und 1916) bis zum Ems-Jade-Kanal bei Marcardsmoor nördlich von Wiesmoor wurden durch die Moorkolonisten ausgeführt, wodurch sich der Ausbau verzögerte.

## Verlauf und Wasserstände
Der Kanal zweigt nordöstlich von Stickhausen von der Jümme ab (53° 13′ 17,8″ N, 7° 38′ 14,6″ O).
Der erste Abschnitt zwischen der Jümme und der Schleuse bei Nordgeorgsfehn ist tideabhängig und liegt zwischen  MTNW NN +0,30 m  und MTHW NN +1,20 m.
Ab dort bis zur Schleuse „NGDFK VI Wiesmoor Zentrum“ steigt der Wasserspiegel auf NN +9,00 m an, um dann danach auf das Niveau des Ems-Jade-Kanals bei Schleuse „NGDFK VII Wiesmoor Nord“ von NN +5,70 m zu sinken. An der achten Schleuse „NGDFK VIII Marcardsmoor“ (53° 27′ 44,9″ N, 7° 43′ 3,8″ O) gibt es keinen Höhenunterschied. Sie dient nur der Sicherheit und ist stets geöffnet.

## Nutzung
Der Ausbau diente der Entwässerung der großen Hochmoorgebiete im südlichen Landkreis Wittmund und der Verkehrsanbindung der Moorkolonien, die um 1900 im Raum Wiesmoor entstanden. Auf dem Kanal wurden vor allem Torf und Kohle für das Kraftwerk in Wiesmoor transportiert. Die Frachtschifffahrt wurde 1962 eingestellt. Seitdem wird der Kanal nur noch von Sportbooten benutzt, für die er eine Verbindung zwischen Weser, Ems und Jade bildet.
Eine weitere Funktion des Kanals ist die Tauchtiefenbewirtschaftung. Das durch Pumpwerke bei den fünf südlichen Schleusen gewonnene Wasser fließt zum Ems-Jade-Kanal ab und dient dort der Niedrigwasseraufhöhung.